# Lekkoatletyka na Letnich Igrzyskach Olimpijskich 1908 – chód na 3500 m mężczyzn
Chód na 3500 m mężczyzn był jedną z konkurencji lekkoatletycznych na Letnich Igrzyskach Olimpijskich 1908 w Londynie odbyła się w dniu 14 lipca 1908. Uczestniczyło 23 zawodników z 8 krajów.
Zawody składały się z dwóch rund. W rundzie pierwszej zawodnicy rywalizowali w trzech grupach. Trzech najszybszych chodziarzy z każdej grupy awansowało do finału.

## Wyniki

### Runda 1

#### Chód 1
| Pozycja | Zawodnik       | Państwo              | Czas    |
| ------- | -------------- | -------------------- | ------- |
| 1       | George Larner  | Wielka Brytania      | 15:32,0 |
| 2       | Harry Kerr     | Australazja          | 16:02,2 |
| 3       | William Palmer | Wielka Brytania      | 16:33,0 |
| 4       | Paul Gunia     | Cesarstwo Niemieckie | 16:38,0 |
| 5       | Sydney Sarel   | Wielka Brytania      | 17:06,0 |
| 6       | Arne Højme     | Dania                | 17:23,4 |
| 7       | Jo Goetzee     | Holandia             | 17:37,8 |
| —       | William Brown  | Wielka Brytania      | DSQ     |

#### Chód 2
| Pozycja | Zawodnik            | Państwo         | Czas    |
| ------- | ------------------- | --------------- | ------- |
| 1       | Ernest Webb         | Wielka Brytania | 15:17,2 |
| 2       | Charles Vestergaard | Dania           | 17:07,0 |
| 3       | Einar Rothman       | Szwecja         | 17:40,2 |
| 4       | Willem Winkelman    | Holandia        | 17:57,6 |
| 5       | István Drubina      | Węgry           | 18:44,6 |
| 6       | Piet Ruimers        | Holandia        | 18:44,6 |
| —       | Richard Quinn       | Wielka Brytania | DSQ     |
| —       | John Reid           | Wielka Brytania | DSQ     |

#### Chód 3
| Pozycja | Zawodnik         | Państwo              | Czas    |
| ------- | ---------------- | -------------------- | ------- |
| 1       | George Goulding  | Kanada               | 15:54,0 |
| 2       | Richard Harrison | Wielka Brytania      | 16:04,4 |
| 3       | Arthur Rowland   | Australazja          | 16:08,6 |
| 4       | Ernest Larner    | Wielka Brytania      | 16:10,0 |
| 5       | John Butler      | Wielka Brytania      | 16:17,0 |
| 6       | Richard Wilhelm  | Cesarstwo Niemieckie | 17:33,8 |
| 7       | Jan Huijgen      | Holandia             | 17:37,8 |

### Finał
| Pozycja | Zawodnik            | Państwo         | Czas    |
| ------- | ------------------- | --------------- | ------- |
| 1       | George Larner       | Wielka Brytania | 14:55,0 |
| 2       | Ernest Webb         | Wielka Brytania | 15:07,4 |
| 3       | Harry Kerr          | Australazja     | 15:43,4 |
| 4       | George Goulding     | Kanada          | 15:49,8 |
| 5       | Arthur Rowland      | Australazja     | 16:07,0 |
| 6       | Charles Vestergaard | Dania           | 17:21,8 |
| 7       | Einar Rothman       | Szwecja         | 17:50,0 |
| —       | William Palmer      | Wielka Brytania | DNF     |
| —       | Richard Harrison    | Wielka Brytania | DSQ     |